# 1904 у футболі
Нижче наведені футбольні події 1904 року у всьому світі.

## Події
- 28 лютого — засновано «Бенфіку»
- Серпень — засновано «Лідс Сіті»
- 4 жовтня — засновано «Гетеборг»

## Національні чемпіони
- Угорщина
  - МТК (вперше)

- Шотландія
  - Терд Ланарк